# Iporhogas chinensis
Iporhogas chinensis är en stekelart som beskrevs av Chen och He 1997. Iporhogas chinensis ingår i släktet Iporhogas och familjen bracksteklar. Inga underarter finns listade i Catalogue of Life.